# Étienne Ier de Dvin
Pour les articles homonymes, voir Dvin (homonymie).
Étienne Ier de Dvin ou Stéphannos Ier Dĕwinec‘i (en arménien Ստեփանոս Ա Դվնեցի ) est  Catholicos de l'Église apostolique arménienne de 788 à 790.

## Biographie
Étienne ou Stéphannos est né à Dvin.
Surnommé Diranerez (?), il devient Catholicos après le décès de Yesaï Ier d'Eghipatrouch. L'émir arabe de Dvin, nommé Ibn-Doké, met à profit la vacance du siège pour s'emparer du trésor de la basilique ainsi que des ornements et des vases sacrés. Il n'accepte de les rendre au nouveau Catholicos Étienne de Dvin qu'en échange d'une forte contribution.
Étienne Ier de Dvin serait mort deux ans après son prédécesseur. Toutefois, selon René Grousset, Étienne Ier de Dvin n’est peut-être mort en fait qu’en 791. Il a comme successeur Hovab de Dvin.